# Nothodiplax dendrophila
Nothodiplax dendrophila là một loài chuồn chuồn ngô thuộc họ Libellulidae. Chúng là loài đặc hữu của Suriname. Môi trường sống tự nhiên của chúng là gallery forest with adults occasionally flying down to low bank vegetation of sand-bottomed streams.